# Amphipogon
Amphipogon es un género de plantas de la familia de las poáceas. Contiene 18 especies. Es originario de Australia. Comprende 19 especies descritas y de estas, solo 8 aceptadas.

## Descripción
Son plantas perennes; rizomatosas o cespitosas, con tallos de 15-75 cm de alto; herbáceas; no ramificadas. Nodos de culmos glabros (y oscuros). Entrenudos huecos. Las hojas en su mayoría basales. Láminas foliares angostas, de 1-3 mm de ancho; setaceas, o no setaceous (a menudo aciculares), planas, o laminadas; sin nervadura transversal; desarticulada desde las vainas (comúnmente) o persistentes. Lígula una franja de pelos. Contra-lígula ausente. Plantas bisexual, con espiguillas bisexuales ; con flores hermafroditas. Las espiguillas de formas sexualmente distintos en la misma planta; hermafrodita, o hermafrodita y estéril (a veces reducida en la base de la inflorescencia). Inflorescencia de una sola espiga o paniculada; más o menos ovoides, o espigada.

## Taxonomía
El género fue descrito por Robert Brown y publicado en Prodromus Florae Novae Hollandiae 175. 1810. La especie tipo no ha sido designada. 
Etimología
Amphipogon: nombre genérico que proviene del griego anfi (ambos, o todo) y pogon (barba), aludiendo a las aristas de lemas y paleas, o en las inflorescencias compactas que tienen barbas (plumosas).

## Especies aceptadas
A continuación se brinda un listado de las especies del género Amphipogon aceptadas hasta noviembre de 2013, ordenadas alfabéticamente. Para cada una se indica el nombre binomial seguido del autor, abreviado según las convenciones y usos.
- Amphipogon amphipogonoides (Steud.) Vickery
- Amphipogon avenaceus R.Br.
- Amphipogon caricinus F.Muell.
- Amphipogon debilis R.Br.
- Amphipogon laguroides R.Br.
- Amphipogon sericeus (Vickery) T.D.Macfarl.
- Amphipogon strictus R.Br.
- Amphipogon turbinatus R.Br.